# Benčani (Višnjan)
Benčani is een plaats in de gemeente Višnjan in de Kroatische provincie Istrië. De plaats telt 24 inwoners (2001).